# 새너울중학교
새너울중학교(새너울中學校)는 대한민국 충청북도 영동군 황간면 신흥리에 있는 공립 중학교이다.

## 학교 연혁
- 2013년 11월 26일 : 기숙형 중학교 설립계획 도의회 승인(제325회)
- 2019년 3월 1일 : 황간중학교, 상촌중학교, 용문중학교 폐교통합
- 2019년 3월 1일 : 제1대 육지송 교장 부임
- 2019년 3월 4일 : 제1회 입학식 남 78명, 여 76명 계 154명(신입생 54명, 편입학 100명)
- 2019년 11월 29일 : 개교식
- 2023년 3월 1일 : 제2대 김미영 교장 부임
- 2024년 3월 4일 : 제6회 입학식 남 29명, 여 26명 계 55명
- 2024년 12월 31일 : 제6회 졸업식 남 20명, 여 18명 계 38명 (누적 남 153명, 여 130명 계 283명)

## 참고 자료
- 새너울중학교 - 한국교육학술정보원 학교알리미